# Île Maskali
Île Maskali är en ö i Djibouti.   Den ligger i regionen Djiboutiregionen, i den östra delen av landet, 14 km norr om huvudstaden Djibouti.